# اینگرید بکر
اینگرید بکر (آلمانی: Ingrid Becker؛ زادهٔ ۲۶ سپتامبر ۱۹۴۲) دونده اهل آلمان است.
وی در مسابقات کشوری و بین‌المللی در مجموع برندهٔ ۴ مدال طلا، ۲ مدال نقره شده‌است.